# Héctor Ortiz Ortiz
Héctor Ortiz Ortiz (geboren Oaxaca, 28 juli 1950) is een Mexicaans politicus van de Nationale Actiepartij (PAN).
Aanvankelijk was hij lid van de Institutioneel Revolutionaire Partij (PRI), waarvoor hij tussen 1998 en 2000 burgemeester van Tlaxcala was. Van 1991 tot 1994 en van 2000 tot 2001 was hij afgevaardigde voor de staat Tlaxcala in het Mexicaanse parlement. In 2004 stapte hij over naar de PAN, waarvoor hij tot gouverneur van Tlaxcala werd gekozen. Zijn termijn liep tot 2011.